# Роозипуу, Ханс Эдуардович
Ханс Эдуа́рдович Роозипу́у (эст. Hans Roosipuu; 2 апреля 1931, Тартумаа, Эстония — 8 июля 2017) — советский эстонский кинорежиссёр-документалист, оператор, сценарист, продюсер и монтажёр.

## Биография
В 1966 году окончил ВГИК. В 1953—1957 годах работал в газете «Postimees». В 1957—1959 годах — на Эстонском телевидении. В 1959—1991 годах — в штате киностудии «Таллинфильм», где снимал документальные фильмы о спорте. Был оператором, сценаристом, продюсером и монтажёром своих картин. Похоронен на кладбище Пярнамяэ.

## Фильмография
- 1969 — Передача / Ülekanne 56 : 13
- 1971 —  / Kümnevõistlejad
- 1972 — Снег и песок /
- 1973 — Обычный сезон / Tavaline hooaeg
- 1974 — Пятиборцы / Pentathlon moderne (с Тойво-Пеэтом Пуксом)
- 1975 — Баскетбол /
- 1976 —  / Korvpallikohtuniku metoodika
- 1976 —  / Optimistid
- 1978 — 100 метровна спине в сопровождении камерного оркестра / 100 m selili kammerorkestri saatel
- 1978 — Теннис / Tennis
- 1980 —  / Heerosed (с Aavo Pikkuus, Ivar Stukolkin, Jaak Uudmäe и Viljar Loor)
- 1981 — Приглашается каждый / Oo, sport, sa oled rahu
- 1983 — Боковой ветер / Küljetuul  (ТВ)
- 1985 —  / Liikumine ja lapsed
- 1987 — Наш друг велосипед / Meie sõber jalgratas
- 1987 —  / Imetegija võlg (с Riho Suun)
- 1991 —  / Eesti partii (с Paul Keres)
- 1996 —  / Imet püüdmas (с Šmigun)
- 1999 —  / Tempo di valse (с Pertelson)
- 2006 —  / Tiim (с Mati Alaver)

## Награды
- 1981 — Заслуженный деятель искусств Эстонской ССР